# Khurshed Alam Khan
Khurshed Alam Khan (Hindi खुर्शीद आलम खान Khurśīd Ālam Khān; * 5. Februar 1919 in Pitaura, Britisch-Indien; † 20. Juli 2013 in Neu-Delhi) war ein indischer Politiker des Indischen Nationalkongresses (INC), der zwischen 1974 und 1984 Mitglied der Rajya Sabha sowie von 1980 bis 1989 Staatsminister mehrerer Ressorts war. Danach war er zwischen 1984 und 1989 Mitglied der Lok Sabha sowie nacheinander von 1989 bis 1991 Gouverneur von Goa und zwischen 1991 und 1999 mit kurzen Unterbrechungen Gouverneur von Karnataka sowie zugleich von 1996 bis 1997 Gouverneur von Kerala. Gleichzeitig war er von 1989 bis 1991 Administrator von Daman und Diu sowie in Personalunion auch Administrator von Dadra und Nagar Haveli.

## Leben

### Mitglied der Rayja Sabha und Staatsminister
Khan, der aus dem Dorf Pitaura im Distrikt Farrukhabad des heutigen Bundesstaates Uttar Pradesh stammt, absolvierte nach dem Schulbesuch zunächst ein Studium an der Agra University sowie einen Kurzstudiengang im Fach Managementlehre an der Pennsylvania State University und war später als Agrarwissenschaftler, Sozialarbeiter und Politikberater tätig. Am 12. Oktober 1945 heiratete er Saeeda Hussain, eine Tochter des späteren Staatspräsidenten Indiens Zakir Hussain. Aus dieser Ehe gingen drei Töchter sowie sein einziger Sohn Salman Khurshid hervor, der von 2012 bis 2014 Außenminister von Indien war.
Am 16. April 1974 wurde Khan erstmals Mitglied der Rajya Sabha, des Oberhauses des indischen Parlaments, und gehörte diesem zunächst bis zum 15. April 1980 an. Am 5. Juli 1980 wurde er erneut Mitglied der Rajya Sabha und gehörte dieser nunmehr bis zum 6. Dezember 1984 an.
Im Oktober 1980 wurde Khan von Premierministerin Indira Gandhi zum Staatsminister für Handel ernannt und bekleidete dieses Amt bis Januar 1982. Danach war er zwischen Januar und September 1982 Staatsminister für Tourismus und Zivilluftfahrt, ehe er von September 1982 bis Februar 1983 Staatsminister für Tourismus war. Im Anschluss war er zwischen Februar 1983 und Dezember 1984 wieder Staatsminister für Tourismus und Zivilluftfahrt. Während dieser Zeit war er zeitweilig Vorsitzender der Weltorganisation für Tourismus.

### Mitglied der Lok Sabha, Staatsminister für Auswärtiges und sonstiges Engagement
Bei den Wahlen im Dezember 1984 wurde Khan für die INC in dem zu Uttar Pradesh gehörenden Wahlkreis 40 Farrukhabad zum Mitglied der Lok Sabha gewählt, des Unterhauses des indischen Parlaments. Der Lok Sabha gehörte er bis zu den Wahlen im November 1989 an.
Am 31. Dezember 1984 wurde er von Premierminister Rajiv Gandhi zum Staatsminister für Auswärtige Angelegenheiten ernannt und bekleidete dieses Amt bis zum 18. Juli 1989.
Daneben engagierte er sich in unterschiedliche Funktionen für Interessen von Muslimen und war unter Vorsitzender der Minderheitenabteilung der Kongresspartei, des Haddsch-Ausschusses im Unionsterritorium Delhi sowie des dortigen Beratungsausschusses für Urdu. Daneben war er Vorsitzender des Aufsichtsrates des Institute of Engineering in Faridabad.
Weiterhin war er für zahlreiche Institutionen tätig, die seinem Schwiegervater Zakir Hussain gewidmet waren wie zum Beispiel als Vize-Vorsitzender des Verwaltungsrates des Dr. Zakir Hussain Memorial College in Delhi, Mitglied des Dr. Zakir Hussain Memorial Trust sowie des Exekutivausschusses der Dr. Zakir Hussain Educational and Cultural Foundation.

### Gouverneur von Goa, Karnataka und Kerala
Am 18. Juli 1989 wurde Khan Nachfolger von Gopal Singh als Gouverneur des Bundesstaates Goa und übte dieses Amt bis zu seiner Ablösung durch Bhanu Prakash Singh am 17. März 1991 aus. Daneben war er in Personalunion auch Administrator von Dadra und Nagar Haveli sowie zugleich auch Administrator des Unionsterritorium Daman und Diu.
Als Nachfolger von Bhanu Pratap Singh wurde er am 6. Januar 1991 Gouverneur des Bundesstaates Karnataka und übte dieses bis zum 1. Dezember 1999 fast neun Jahre lang aus, wobei das Amt zwischenzeitlich von Sam Piroj Bharucha vom 30. Mai 1992 bis 27. Juni 1992 sowie von Madhav Laxman Pendse zwischen dem 1. Dezember 1995 und dem 21. Dezember 1995 kommissarisch wahrgenommen wurde. Am 2. Dezember 1999 folgte ihm V. S. Ramadevi als Gouverneur von Karnataka.
Neben seiner Funktion als Gouverneur von Karnataka wurde Khan am 5. Mai 1996 zudem Nachfolger von P. Shiv Shankar als Gouverneur des Bundesstaates Kerala und verblieb auf diesem Posten bis zu seiner Ablösung durch Sukhdev Singh Kang am 25. Januar 1997.